# Castelo de Massiafe
O Castelo de Massiafe (em árabe: قلعة مصياف‎‎) está situado na cidade de Massiafe, no distrito de Hama, Síria, situado no vale do rio Orontes, aproximadamente 40 quilômetros a oeste de Hama. Serviu para proteger as rotas comerciais das cidades mais interioranas como Banias. O castelo em si localiza-se numa plataforma situada a aproximadamente 20 metros acima da planície circundante. A cidadela tornou-se famosa como base do ismaelita da'i Raxide Adim Sinam. Ele foi líder do ramo sírio da seita haxaxim (hashshashin), também conhecida como Ordem dos Assassinos, e uma figura ilustre na história das Cruzadas.

## História
Evidências sugerem que os níveis inferiores e fundações do castelo são de origem bizantina; os níveis superiores foram adicionados por nizaritas ismaelitas, mamelucos e otomanos. O castelo foi tomado pela Ordem dos Assassinos em 1141 de Sancur (que guardava-o em nome dos munquiditas de Xaizar) e foi mais tarde refortificada por Raxide Adim Sinam. Massiafe e a cidade circundante funcionou como capital do Emirado Nizarita de meados do século XII até o fim do século XIII Saladino sitiou-o em maio de 1176, mas o cerco não durou muito e ele concluiu com uma trégua. A pesquisa atual indica que era mantido pelos nizaritas à época.
Em 1260, o castelo foi cercado pelos mongóis. Mais tarde naquele ano, mais precisamente em setembro, os nizaritas aliaram-se com os mamelucos para expulsar os mongóis da Síria e reclamar o castelo. O sultão Baibars (r. 1260–1277) tomou o castelo em fevereiro de 1270. Em 1830, uma expedição egípcia liderada pelo uale Ibraim Paxá causou algum dano ao castelo. Em 2000, foi fundado um plano de restauração integrado ao Programa de Apoio às Cidades Históricas do Aga Khan Trust for Culture.